# Кубоу (род)
Кубоу (баш. ҡыбау) — род в составе башкир-минцев. Этноним кубоу известен кыргызам: род куба входит в состав племени черик. Род кубоу некогда входил в структуру Минской и Кудейской волостей.

## Родовой состав
(Родовые подразделения: асылы-кубоу, бартал, батырша, бурнак, кыргыз, мышар, мурза, сафар, таз, тау, тулак, туак, туркмен).

## Фамилии
Вильдановы, Хисматуллины и другие.

## Населённые пункты
Башкиры-кубовцы ныне проживают в селениях Старокубово и Новокубово, Субакаево, Сабитово, Тавтиманово, Тикеево Иглинского района, а также в основанном ими же ауле Мелекес, ставший впоследствии райцентром Иглино. Западные кубовцы населяют Копей-Кубово, Батырша-Кубово, Казаклар-Кубово, а также Телякей-Кубово, Таллыкулево Буздякского района. В Туймазинском районе их сёлами являются Новоарсланбеково, Староарсланбеково и Сайраново.

## Этноним
Куби, по А. А. Рамаскевичу и С. Л. Волину, от монгольского хуби — 'доля, удел'.
Учёные отмечают связь башкирского этнонима кыбау с названием куба. Башкирский этнограф Р. Г. Кузеев писал: «Топонимы и гидронимы с основой „куба́“ распространены на всей территории от Алтая до Кавказа. Их распространение связывается с кыпчакской эпохой этнической истории ряда народов Средней Азии и Восточной Европы». В Азербайджане известен город Куба, в прошлом столица Кубинского ханства. Как сообщают восточные авторы Ибн Хаукаль и Йакут ар-Руми, в среднеазиатской области Фергана также существовал город Куба, ныне райцентр Кува Узбекистана. Известно название гор Куба-тау и Куба-даг в Каракалпакии и Туркменистане соответственно, реки Белая и Солёная Куба бассейна Волги, а также приток Катуни под названием Куба на Алтае.
По «Сборнику тюркского языка» автора XI века Махмуда Кашгари оно означает «светло-бурый». Если обратиться к этимологическому словарю башкирского языка, то значение слова коба определяется как «светлый». По мнению венгерского тюрколога Юлиуса Немета, название кубан образовано от корня «куба», то есть «светлый», и отыменного суффикса -н-. В результате характерного для тюркских языков чередования звуков -б- и -м- (например, бурун~мурун, то есть «нос») этноним кубан трансформировался в куман.
Таким образом, русское название «половцы» есть прямая калька тюркского кубан/куман (Название половцы — производное от старославянского слова «полова», то есть солома; «половый», значит, жёлтый или светлый; следовательно, русское слово «половец» переводится как блондин). Арабский космограф XIV века Шамс ад-дин Димашки́, фиксируя этнический состав Дешт-и Кыпчака, писал: «…Племя Кибджак состоит из тюркских родов: Барку, Туксаба, Исаба, Барат, Иль-Арас, Бурдж-оглу, Манкур-оглу, Йемак… И среди них имеются более маленькие племена — это Таг Башкурт, Куманку́, Бузанку́, Баджна, Карабурекли, Аз, Джуртан…».
Если переложить сведения Димашки́ на карту, то получим следующее: племя Йемак обитало на Иртыше; племя Таг Башкурт, то есть «горные башкиры», — на Урале; племя Токсаба́ — в степях Дона и Волги; племя Бурдж-оглу или Бурчевичи, согласно русским летописям, обитало в низовьях Днепра и в Крыму; племя Кара-Бурекли или «чёрные клобуки» русские летописей — на границе Руси; племя Куманку́, они же куманы, по всей видимости, обитали на самом западе Дешт-и Кыпчака. Не случайно, русские летописи и западноевропейские источники не знают названия «кыпчак», зато упоминают куманов, ибо западная часть Дешт-и Кыпчака (Половецкое поле) была населена именно куманами.

## Этническая история
Происхождение родов суби и кубоу связано со Средней Азией. У башкир суби-минские и кубоу-минские тамги восходят к общеминской тамге. Это обстоятельство позволяет считать их собственно минскими ответвлениями. При этом минцы включаются исследователями в число родоплеменных групп, связанных в прошлом с монголами. Одним из первых данную версию озвучил Г. Н. Потанин. Согласно Г. Е. Грумм-Гржимайло, часть племени минг (мингат) с территории Монголии была отброшена на запад, где вошла в состав тюркских народов.
Арабо-сицилийский географ XII века Мухаммад ал-Идриси среди куманских городов называет Сардак (современный Судак в Крыму), Баруш (Баруч на Украине), Канийув (современный Канев), а также Матраха, она же Таматарха или Тьмутаракань, существовавшая на территории современной Тамани. Некоторые куманские орды переправлялись через Дунай и вступали на территорию Болгарии, которая в XII веке находилась под властью Византийской империи. Недовольство болгар было поддержано военной силой кыпчаков: началось восстание и вскоре во главе возрождённого Второго Болгарского царства встала династия Асе́ней, куманов по происхождению. В 1205 году, после взятия Константинополя войсками IV крестового похода, император Латинской империи Балдуин решил наказать схизматиков-болгар. Он собрал армию и осадил Адрианополь. Болгарский царь Калоян во главе 40-тысячной куманской конницы атаковал крестоносцев и наголову их разбил. Император латинян угодил в плен, а балканское православие было спасено от католического порабощения. Второе Болгарское царство просуществовало вплоть до османского завоевания в 1396 году.
После вторжения монголов Кумания подверглась тотальному разгрому. В битве при Калке в 1223 году монголы разбили русское войско и кыпчаков племени Токсаба́. Последние во главе со своим ханом Аккубеком двинулись на запад и потеснили другое кыпчакское племя Дурут, которым владел хан Котян. Между двумя группировками куманов развернулась междоусобная война. Этим воспользовались монголы и разгромили своих соперников по обладанию Великой Степью.
После монгольского разгрома куманы рассеялись по разным уголкам земли. Одни оказались в Египте, куда были проданы как рабы и где пополнили корпус мамлюков. Известен, например, мамлюкский эмир аль-Кумани. Поколения куба в XIX веке были зафиксированы в составе казахов и кыргызов. Другая, доныне существующая, часть этого племени оказалась в Башкирии. В составе башкирской родовой номенклатуры их наименование сохранилось в древней, изначальной форме куба или кыбау, а не в форме кубан или куман. При фиксации родовой структуры башкирского народа в XVIII веке статским советником Иваном Кириловым, а также русским историком Петром Рычковым Кубовский аймак оказывается в составе крупного объединения Минг. В начале XVIII века часть кубовцев переселяется на запад в качестве припущенников — на земли башкир улуса Канглы, на территорию современных Буздякского и Туймазинского районов.
Земли кубовских башкир находились между владениями родов Минг и Кудей — между реками Ак-Идель, Уфа и Сим. Кубовцы были участниками многих восстаний. В 1736 году уфимский воевода Мерзлюкин отправляет крупный отряд правительственных войск под командой майора Ртищева в Кубовскую волость для «поиска» над повстанцами. «С которыми ворами и бунтовщиками февраля 14 дни у вышеупомянутого майора Ртищева под деревней Средней Кубов, что от Уфы в 30-ти верстах, был немалый бой», — докладывал Мерзлюкин Кабинету министров. Отряд Ртищева понёс чувствительные потери и был вынужден отступить. Во второй половине XVIII века Кубовский аймак вошёл в состав родового объединения Кудей. Данный факт подтверждают документы. В 1756 году кубовцы участвовали в продаже земли заводчику Твердышеву вокруг Катав-Ивановского завода — от реки Катав до гор Яман-тау и Иремель: «Уфимского уезда Сибирской дороги Кубовской волости, команды старшины Юлая Азналина, деревни Кубовой башкирцы Абрашит Тюкеев, Альмухамет Нурушев с товарищи продали за 560 рублей свою вотчинную землю…» Как следует из документа, значительная территория горнозаводской зоны, где ныне расположены города Челябинской области Аша, Миньяр, Катав-Ивановск, принадлежала башкирам-кубовцам. В 1773 году вспыхнула Пугачёвщина. Башкиры-кубовцы, будучи общинниками Кудейской волости, вошли в состав отрядов своего старшины Юлая Азналина и его сына Салавата. Они участвовали во всех сражениях своих знаменитых предводителей.
Петер Симон Паллас в 1770 году побывал в коренном юрте башкир рода Кыбау селении Кубаул (Куба + аул) и оставил описание занятий его жителей: «Объявленный берёзовый лес продолжается ещё от речки Белекес, чрез которую несколько раз переезжать надлежит, до башкирской деревни Кубаул, лежащей при ручье Лабау. Здешние башкирцы живущие летом и зимой в своей деревне неподвижно, сделались порядочными земледельцами и уже в состоянии вывозить хлеб свой в город на продажу. При том не упускают онии содержания пчёл, но только по обилию медведей скотом не богаты». Об ауле Текей (Тикеево) он сообщает: «Проехав 25 вёрст прибыли мы в деревню Текей, лежащую на привольном месте в полутора верстах от реки Сим, башкирцы здесь мало угодий к хлебопашеству имеют, и для того больше содержанием пчёл и ловлею дичи себя содержат».

## Топонимика
Топонимы и гидронимы с основой куба распространены на всей территории от Алтая до Кавказа. Их распространение связывается с кипчакской эпохой этнической истории ряда народов Средней Азии и Восточной Европы.

## Известные личности
- Хисматуллин, Магафур Хисматуллович